# Jean-René Quignard
Pour les articles homonymes, voir Quignard.
Jean-René Quignard est un organiste et compositeur français né le 28 décembre 1887 à Romorantin et mort le 6 mai 1978 à Saint-Brieuc.

## Biographie
Jean-René Quignard naît le 28 décembre 1887 à Romorantin. Il est issu d'une famille alsacienne d'organistes et est le fils du titulaire des orgues de Romorantin.
Il étudie à l'École Niedermeyer, où il obtient les premiers prix d'harmonie, de contrepoint et de fugue, de piano et d'orgue, et travaille la composition avec Eugène Gigout et Vincent d'Indy.
À l'issue de sa formation, Jean-René Quignard devient organiste de l'église Notre-Dame de Versailles, où il succède à Paul Fauchet. Il occupe le poste durant vingt-cinq ans avant de s'installer en Bretagne pendant la Seconde Guerre mondiale. Entre 1942 et 1948, il est directeur de l'École nationale de musique de Saint-Brieuc. À sa retraite, il reste à Saint-Brieuc et continue à composer.
Comme compositeur, il est l'auteur d'œuvres de musique instrumentale et vocale, de deux opéras, d'un oratorio et de pièces de musique religieuse. Au sein de son catalogue, se distinguent notamment sa Sonate pour violon et piano et la mélodie Soir de Toussaint, toutes deux primées au Salon des musiciens français. En 1937, Jean-René Quignard est lauréat du prix Conférencia. Sa partition Le Petit Symphoniste, pour orchestre à cordes et bois, est exécutée au théâtre des Champs-Élysées par les Cadets de la Schola Cantorum dirigés par Alfred Loewenguth. Son oratorio La Fuite en Égypte reçoit le grand prix de composition du concours international de la Guilde Saint-Cécile et est représenté salle Gaveau par les chanteurs de la Sainte-Chapelle et des artistes des Concerts Colonne, sous sa direction. Intéressé par les chants du folklore breton, il en harmonise plusieurs pour chœur ou pour piano et s'en inspire dans ses œuvres Esquisses Armoricaines ou la Ballade des petits ânes de Cesson, page dédiée à la manécanterie Saint-Étienne de Saint-Brieuc. 
Jean-René Quignard meurt le 6 mai 1978 à Saint-Brieuc. Il était chevalier des Arts et des Lettres et Officier d'Académie.  

## Œuvres
Parmi ses œuvres, figurent notamment :

### Musique de chambre
- Sonate en ut mineur pour violon et piano, dédiée à R. Debonnet, 1917, inédite ;
- Berceuse pour un soir d'automne, pour violon et piano, dédiée à M. et Mme Loewenguth, 1976, inédite ;
- Pastorale, pour violon et piano, dédiée à J. et B. Cherpitel, 1977, inédite ;
- Esquisses Armoricaines, pour violon et piano ou orchestre, inédites ;
- Quintette à vent, inédit ;
- Les Bergers d'Arcadie, pour flûte et piano ;
- Les Petits concerts de chambre : Image, pour piano, violon et violoncelle, éd. Delrieu ;
- Triptyque Évangélique, quintette à cordes ;
- À la mémoire de G. Ropartz, 3 pièces pour violon, piano et cor en fa, inédit.

### Musique pour piano
- Idylle pastorale, 1917, inédite ;
- Sonatine, sur le thème « Il court, il court, le furet » ;
- Impressions fugitives, 1920-1923, éd. La Procure de musique religieuse ;
- Les Sylphides, 1970, inédites ;
- Suite espagnole, 1972, inédite ;
- Les Heures récréatives du Jeune Pianiste, 6 pièces faciles et progressives pour le piano, 1973, éd. Philippo et Combre ;
- Chant du Nautonier, dédié à J. Cherpitel, 1975, inédit ;
- Deux enfants s'aimaient d'amour tendre, impr. A. Rosoor-Verlingue ;
- Six pièces caractéristiques et faciles, impr. A. Rosoor-Verlingue ;
- Rêve sur l'eau, impr. A. Rosoor-Verlingue.

### Musique vocale
- Berceuse catalane, éd. Procure générale ;
- Résignation, Espérance, mélodie, pour baryton, impr. Cavel ;
- Les Gosses, mélodie, pour baryton, impr. A. Rosoor-Verlingue ;
- Chant de la Fileuse, L'Âme des fougères s'envole, Le Passé qui file, Le Grand Orgue, Mon village, mélodies, impr. A. Rosoor-Verlingue ;
- Soir de Toussaint, mélodie, avec accompagnement ad libitum de quatuor à cordes, impr. Rolland, créé à Paris, salle des concerts du Conservatoire, le 9 mars 1926 ;
- Virginis Corona, 4 mélodies pour voix et piano ou accompagnement d'orchestre, sur des poèmes de L. Mercier, éd. Musique de la Schola Cantorum ;
- Ballade des Petits ânes de Cesson ;
- Marines, inédites ;
- France d'Éternité, chant patriotique pour chœur et orchestre, texte de J. Libère, éd. du Ménestrel Breton ;
- La Voix du Pays, pour voix et orchestre, inédit.

### Musique religieuse
- La Fuite en Égypte, oratorio pour chœur, soli et orchestre ;
- Christus natus est, cantate pour le temps de Noël ;
- Communion, pour orgue ;
- Élévation sur 2 motifs liturgiques ;
- Fugue pour orgue ou harmonium ;
- Les Harmonies mystiques du Jeune Organiste ;
- Jesu Salvator mundi, motet pour les défunts, à 2 voix égales et orgue, éd. musicales de la Schola Cantorum, 1949 ;
- Pastorale de Noël, pour soli et chœur à 4 voix égales avec accompagnement d'orgue, Hérelle, 1944.

### Autres
- L'Offrande à Cypris, 1913, opéra en un acte, reçu au théâtre de la Monnaie à Bruxelles ;
- La Valse au coin du feu, opéra-comique en un acte, livret de A. Blanc-Péridié ;
- Variations symphoniques pour piano et orchestre, inédit ;
- Le Petit Symphoniste, collection de pièces caractéristiques et faciles pour orchestre réduit, Delrieu, 1950 ;
- Symphonie enfantine, dite « du Furet », d'après la Sonatine pour piano sur le même thème, éd. Durand, 1967.